# Iwan Müller
Pour les articles homonymes, voir Müller.

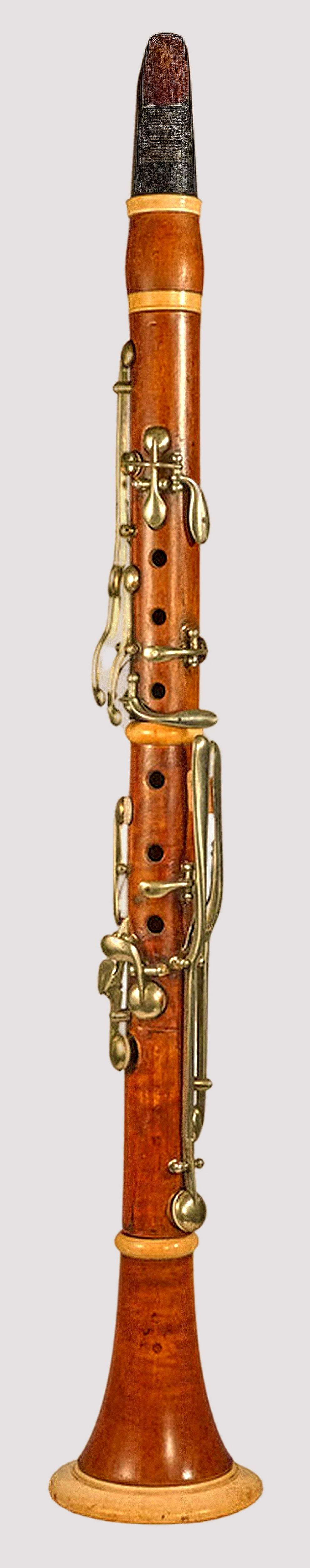
Clarinette en do selon le modèle à treize clefs d'Iwan Müller, fabriquée par Lauriol à Bordeaux (1812).

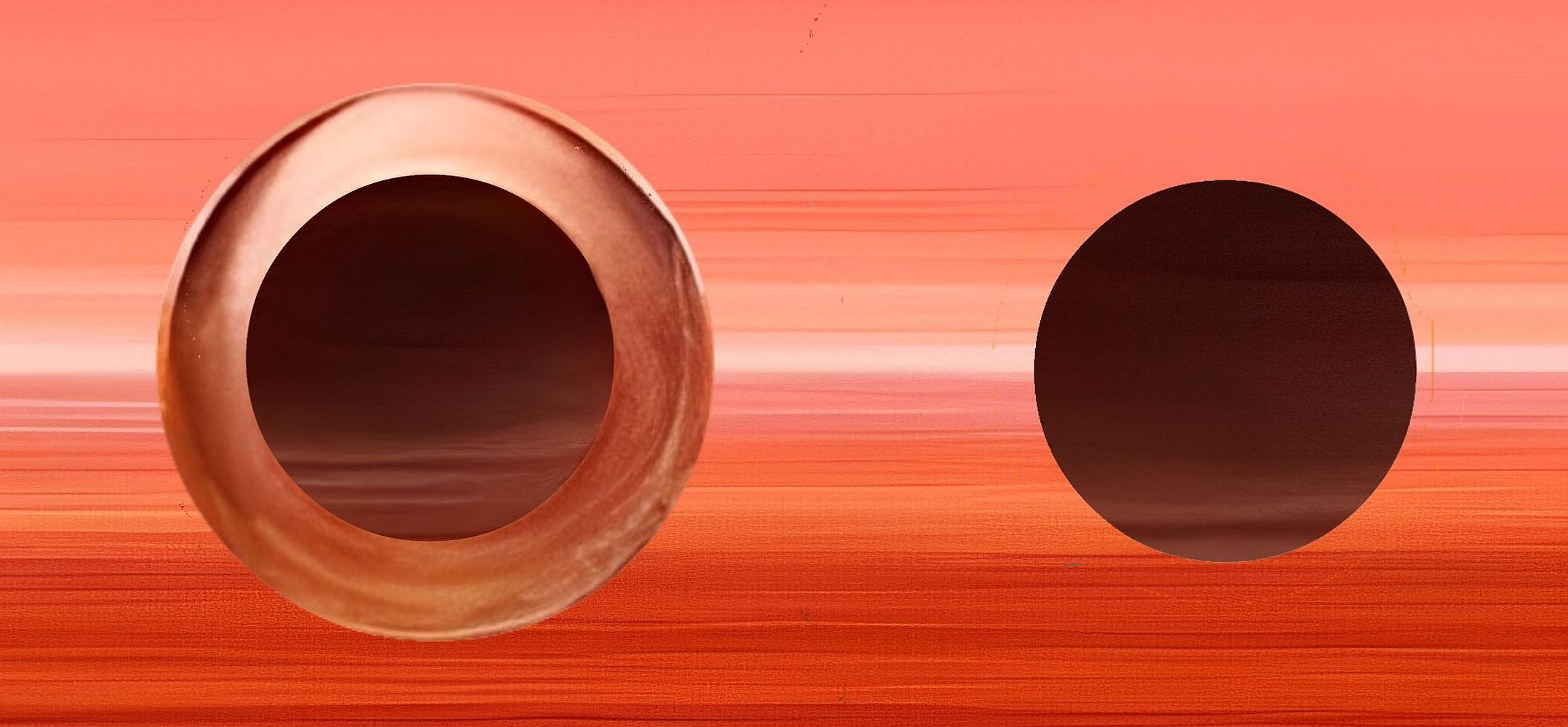
Un trou de tonalité avec un siège conique et un trou de tonalité simple en comparaison.

Iwan Müller (souvent écrit Mueller en français), né le 3 décembre 1786 (14 décembre dans le calendrier grégorien) à Reval et mort le 4 février 1854 (16 février dans le calendrier grégorien) à Bückeburg, est un clarinettiste, compositeur et inventeur d'origine estonienne. Il est à l'origine d'une avancée majeure dans le développement de la clarinette avec la clarinette à treize clefs en 1809 et dans celui des tampons de clarinette avec le tampon hermétique.

## Biographie
Iwan Müller est né à Reval (aujourd'hui Tallinn), ville qui comptait à l'époque une forte communauté allemande balte dans le gouvernement d'Estonie et qui faisait partie de l'Empire russe. Il est devenu musicien de chambre à Saint-Pétersbourg avant l'âge de vingt ans et quitte son poste en 1807 pour sillonner l'Europe. En même temps, il s'efforce constamment d'améliorer la clarinette, avec de nouveaux types de clefs à partir de 1803. Selon une correspondance avec le facteur français Jacques François Simiot, Iwan Müller a fabriqué une clarinette à 8 clefs en Russie en 1803. À l'époque, la clarinette standard utilisait des clefs en laiton plates recouvertes de cuir souple ou de feutre pour boucher les trous d'harmonie. Comme ces clefs plates laissaient passer l'air, leur nombre devait être réduit au minimum, ce qui signifiait que les notes en dehors de la tonalité principale de la clarinette devaient être obtenues par des doigtés compliqués (« fourchés »), difficiles à jouer rapidement et rarement justes. Les clarinettes n'avaient que cinq ou six clefs, le strict minimum pour obtenir une gamme chromatique acceptable.
L'amélioration fondamentale apportée par Müller se base sur l'emploi d'un tampon rembourré, fait à l'origine de cuir de chevreau rembourré de feutre ou de laine. Ces coussinets étaient "bombés", de sorte qu'en combinaison avec les trous d'harmonie fraisés, ils fermaient les trous de manière suffisamment étanche pour permettre l'utilisation d'un plus grand nombre de clés, rendant ainsi possible la création d'une « clarinette omnitonique » à 13 clefs.
Outre l'invention d'un nouveau système de clétage et des tampons en cuir bombé, Müller est également connu comme l'inventeur de la ligature en métal (qui remplace la cordelette servant à maintenir l'anche sur le bec, utilisée dans le passé et encore aujourd'hui dans les régions germanophones); ce type de ligature est utilisée aujourd'hui pour presque tous les instruments à vent à anche simple.
Müller a ensuite travaillé à Dresde, Berlin et Leipzig, où il s'est spécialisé dans le cor de basset.
L'invention de la clarinette alto (en fa) a été attribuée aux travaux communs d'Iwan Müller et d'Heinrich Grenser,. Müller jouait sur une clarinette alto en fa en 1809, avec seize clefs, des tampons en cuir et un pavillon en métal alors que les clarinettes soprano les plus sophistiquées n'avaient généralement pas plus de 10 à 12 clefs à cette période.
En avril 1809, il fait le voyage de Paris à Vienne pour un concert de promotion de sa nouvelle clarinette alto au Redoutensaal de la Hofburg de Vienne. Vienne étant prise par les troupes de Napoléon le 13 mai 1809, Müller profite de cette période pour améliorer et créer selon ses propres spécifications sa nouvelle clarinette à 13 clefs avec le concours du facteur viennois d'instruments de musique Johann Baptist Merklein (1761–1847). Le 22 octobre 1809, une semaine après la signature du traité de Schönbrunn, Müller donne un concert dans la Saale zum römischen Kaiser, au cours duquel il crée le concerto pour clarinette en do mineur op. 36 de Philipp Jakob Riotte (1776-1856), écrit spécialement pour cette clarinette, ce qui lui vaut un grand succès.
Müller reste à Vienne pendant l'hiver 1809-1810, puis quitte la ville pour Dresde au printemps 1810, après un dernier concert le 1er avril 1810 au cours duquel il interpréta à nouveau le concerto op. 36 de Riotte. En juillet 1810, il se rend à Munich, où il donne un concert au cours duquel il interprète son premier concerto, en ré mineur. Cette œuvre a été publiée par Nikolaus Simrock à Bonn, vers 1811. Il s'agit probablement de la première pièce de musique publiée par Müller.
Müller ouvre ensuite à Paris un atelier de facture d'instruments de musique avec le soutien d'un riche mécène, clarinettiste et agent de change, M. Marie-Pierre Petit, et de Boscari, un clarinettiste amateur, et commence à produire des clarinettes en série.
En 1812, Müller propose au public sa nouvelle clarinette polytonale à 13 clés équipées des tampons hermétiques.
En dépit du fait qu'elle ne soit pas acceptée par le jury du conservatoire de Paris le 12 mai 1812 , des virtuoses comme Jean-Baptiste Gambaro l'adopte très vite à Paris, en font la promotion et compose pour elle.
Il est pendant un temps soliste au Théâtre italien à Paris, où jouera également Hyacinthe Klosé.
En 1820, Müller quitte à nouveau Paris pour se rendre en Russie. Trois ans plus tard, il retourne en Allemagne et trouve un emploi d'abord à Cassel, puis à Berlin en 1825. En 1826, il se rend en Suisse; au printemps 1828, on le retrouve à Vienne, puis à Londres et, après la révolution de juillet 1830, à Paris. Son dernier poste fut celui de musicien de la cour du prince Georges-Guillaume de Schaumbourg-Lippe à Bückeburg.
Cette nouvelle clarinette omnitonique de Müller deviendra populaire et commune pendant une grande partie du XIXe siècle. Elle a ensuite été modifiée vers le système Albert en Belgique, en Angleterre et aux États-Unis, et vers le système Oehler, qui prévaut aujourd'hui en Allemagne.
Le compositeur Adalbert Gyrowetz, qui occupait le poste de kapellmeister au théâtre de la cour à Vienne, a fourni une note de bas de page dans l'Allgemeine musikalische Zeitung (AmZ) dans la critique du concert d'octobre 1809. Il défendait la nouvelle clarinette de Müller-Merklein pour sa capacité à jouer avec un seul instrument sans corps de rechange, corps de différentes longueurs qui permettaient au même instrument de jouer dans différentes tonalités (do, si bémol, la, etc.). 
Jean-Baptiste Gambaro publie également la méthode de Müller pour cette clarinette et la clarinette alto:
- Iwan Müller, Méthode pour la nouvelle clarinette & clarinette-alto suivie de quelques observations à l'usage des facteurs de clarinettes. Dédiée avec autorisation royale à Sa Majesté George IV roi des royaumes unis de la Gde Bretagne et d'Irlande par Iwan Muller, auteur de la nouvelle clarinette et clarinette alto membre de la Société philharmonique de Londres, correspondant de la quatrième classe de l'Institut royal des Pays-Bas., Paris, Gambaro, 1821, 124 p. (BNF 43171098, lire en ligne).

Iwan Müller a écrit une annonce sur la sous-traitance de fabrication  de ses modèles de clarinette à 13 clefs et de clarinette alto chez Griessling & Schlott dans la revue Allgemeine musikalische Zeitung de juin 1825

« Annonce.

Le soussigné estime qu'il est de son devoir d'informer tous les amis de l'art que les facteurs d'instruments de la cour royale, MM. Griessling et Schlott à Berlin, fabriquent les nouvelles clarinettes ainsi que les clarinettes alto de manière tout à fait remarquable, et ce à tous égards si bien que le soussigné n'a aucun scrupule à déclarer ces instruments comme étant les meilleurs qu'il ait fait fabriquer en l'espace de 18 ans dans différents pays et ateliers de facture. Il est certain que ces instruments sont maintenant arrivés au point où le soussigné a souhaité les amener, selon ses connaissances et ses forces. Toutes les lois de l'art ont été prises en considération, toutes les conditions ont été examinées à fond, de sorte que même le plus sévère des juges n'y trouvera rien à redire : Le soussigné joue aujourd'hui lui-même d'une clarinette de la fabrique susmentionnée.

Tous les autres instruments à vent, comme les flûtes, les hautbois, les bassons, les cors, les trompettes, les trombones et autres, ainsi que les cors chromatiques et les trompettes, méritent les mêmes éloges,

Loin de toute personnalité, je ne me suis senti poussé à faire cette annonce que pour la bonne cause 
. »

— Iwan Müller, le directeur, Inventeur de la nouvelle clarinette améliorée et de la clarinette alto, etc., Allgemeine musikalische Zeitung (juin 1825)

## Œuvres et arrangements
Iwan Müller a composé un grand nombre d'œuvres, dont au moins 6 concertos pour clarinette, et effectué de nombreux arrangements :
- Trois fantaisies d'après des cavatines de Gioachino Rossini pour clarinette et piano op. 27
- Le rêve pour clarinette et piano op. 73
- Concerto en ré mineur pour clarinette et orchestre ; Bonn : Simrock, c. 1811
- Siciliano et Rondeau pour clarinette, deux violons, alto, contrebasse, flûte, deux hautbois, deux cors et deux bassons ; Offenbach : André, 1818
- Duo concertant Souvenir de Dobbéran pour clarinette, cor (ad lib. cor de basset ou 2ème clarinette) et piano
- Gamme pour la nouvelle clarinette. Berlin, Bonn, ca. 1812[8]
- Six concertos pour flûte
- Concertante pour deux clarinettes
- Trois quatuors pour clarinette, violon, alto et violoncelle
- Air varié Op.10 de Pierre Rode, arrangement pour clarinette, basson, 2 cors, violon, alto et violoncelle, Berlin: J. J. Hummel (non daté)

## Discographie sélective
- Souvenir de Dobbéran, Clarinet Quartets Nos. 1 et 2 avec Friederike Roth (clarinette), Erika le Roux (piano) ; Wenzel Fuchs (clarinette), Berolina Ensemble ; (label Naxos, NX2885, 2010)[9]
- Concertos pour clarinette no 3, 4, 5, 6 - duo concertant avec Evan Alexis Christ (clarinette), (label MDG, 2014).
- Konzertstück über das Lied Adelaide, sur le CD Beethoven Kontrafakturen, œuvres d'Adolf Wallnöfer, Iwan Müller, Christian Rummel et Johann Sobeck, par Dieter Klöcker (clarinette) et le Prager Kammerorchester (label Orfeo C 064 001 A, 2000)
- Grand Duo Brillant en si bémol majeur sur le disque Grand Duo Brillant, œuvres de Carl Maria von Weber, Iwan Müller et Johann Ludwig Böhner, par Dieter Klöcker (clarinette) et Werner Genuit (piano) (CPO 999 626-2, enregistré en 1995 et publié en 1999)
- Grand Duo Brillant sur le disque Grand Duo Clarinet, œuvres de Carl Maria von Weber, Iwan Müller, Carl Baermann et Anton Stadler, par Dario Zingales (clarinette), Harald Fleißner (clarinette) et Fausto Quintabà (piano) (Urania Records)